# Liste der Monuments historiques in Guyancourt
Die Liste der Monuments historiques in Guyancourt führt die Monuments historiques in der französischen Gemeinde Guyancourt auf.

## Liste der Bauwerke
| Bezeichnung      | Beschreibung | Standort | Kennzeichnung | Schutzstatus | Datum | Bild |
| ---------------- | ------------ | -------- | ------------- | ------------ | ----- | ---- |
| Kirche St-Victor |              | (Lage)   | PA00087450    | Inscrit      | 1951  |      |

## Liste der Objekte
- Monuments historiques (Objekte) in Guyancourt in der Base Palissy des französischen Kultusministeriums